# Дел Рапидс (Јужна Дакота)
Дел Рапидс (енгл. Dell Rapids) град је у америчкој савезној држави Јужна Дакота.

## Демографија
По попису из 2010. године број становника је 3.633, што је 653 (21,9%) становника више него 2000. године.
| Група             | 2000.         | 2010.         |
| Белци             | 2.926 (98,2%) | 3.523 (97,0%) |
| Афроамериканци    | 4 (0,1%)      | 4 (0,1%)      |
| Азијати           | 6 (0,2%)      | 7 (0,2%)      |
| Хиспаноамериканци | 19 (0,6%)     | 51 (1,4%)     |
| Укупно            | 2.980         | 3.633         |